# Эдвардс, Джордж
Джордж Эдвардс (англ. George Edwards; 3 апреля 1694 — 23 июля 1773) — британский натуралист и орнитолог, «отец британской орнитологии».
Член Лондонского королевского общества (1757).

## Биография
Эдвардс родился в Стратфорде, Эссекс. После семи лет обучения у лондонского купца (до 1716 года) он объехал весь европейский континент, изучая естествознание, и стал известен благодаря своим иллюстрациям животных, в частности птиц. Он научился технике травления у учёного-натуралиста Марка Кейтсби.
В 1743 году он опубликовал первый том своего труда «A Natural History of Birds», четвёртый том которого появился в 1751 году. Три тома «Gleanings of Natural History» с дополнениями были опубликованы между 1758 и 1764 годом. Оба произведения вместе содержат более 600 гравюр и описаний естественнонаучных субъектов.
Линней часто брал за основу первоначальные описания Эдвардса для научного наименования многочисленных видов птиц.
За свой труд «A Natural History of Birds» в 1750 году Эдвардс был отмечен Королевским обществом медалью Копли.

## Труды
- «Essays of Natural History» (1770)
- «Elements of Fossilogy» (1776)

- Гравюра из «Gleanings», том I:домовый сыч
- Пегий скворец
- Каролинская утка
- Дронт и морская свинка